# Luca Sestak
Luca Sestak (Celle, 10 gennaio 1995) è un pianista e compositore tedesco.

## Carriera musicale
Sestak ha iniziato a suonare il pianoforte all'età di otto anni, quando iniziò a seguire le lezioni di un insegnante di pianoforte su spinta dei suoi genitori. Nel 2012 raccontò a Birgitta Larsson di "Jefferson Blues Magazine", il suo rapporto con la musica classica e il suo amore per il blues:
Dopo due anni di lezioni di pianoforte classico Sestak ha scoperto la musica jazz e blues, in particolare il boogie-woogie, principalmente tramite YouTube . Immediatamente affascinato da questo stile musicale, inizia a studiare il pianoforte blues da autodidatta mentre continua a prendere lezioni di musica classica. Nel dicembre 2006 ha condiviso i suoi primi video su YouTube che lo hanno reso noto ad una platea sempre più ampia. Nel 2007, all'età di 12 anni, Sestak ha visitato l'International Boogie Woogie Festival a Lugano, in Svizzera, dove sapeva che Axel Zwingenberger si sarebbe esibito.
L'influenza jazz e blues farà parte della sua produzione musicale. In particolare nell'album Lighter Notes, del 2024, l'incrocio tra pezzi di musica classica (come in Minute Waltz di Fryderyk Chopin o in Solfeggietto di Carl Philipp Emanuel Bach)
A marzo 2014 i suoi primi video su YouTube avevano ricevuto ben 1,8 milioni di visualizzazioni. La popolarità conquistata su internet lo ha portato ad esibirsi in molti festival in tutto il mondo: Germania, Austria, Svizzera, Francia, Svezia, Italia, Belgio, Paesi Bassi, Stati Uniti e altri paesi.
Scoperto nel 2019 da Sony Music, ha firmato un contratto discografico con la major per pubblicare il suo terzo album Right or Wrong che, a differenza degli altri della sua discografia, introduce lo vede anche nel ruolo di cantante, oltre che di musicista. Il disco, in particolare, si distingue dagli altri anche per le sue influenze dalla  musica pop e jazz.

## Discografia
- 2010: Lost in Boogie (solista)
- 2014: New Way (solista)
- 2020: Right or Wrong
- 2024: Lighter Notes (trio)

## Riconoscimenti
- 2008: Concorso "Jugend musiziert" a Karlsruhe. 1º premio con promozione al “Concorso di Stato” [2]
- 2008: Concorso statale "Jugend musiziert" Baden-Württemberg, 3º premio [2]
- 2011: Premio tedesco Pinetop 2011 “Scoperta dell'anno" [5]
- 2012: Premio "SummerJazz" del festival SummerJazz a Pinneberg, Germania [6]
- 2012: Premio/Promozione Yamaha Junior Generation [6]